# Bataille de Whitestone Hill
Partie des guerres indiennes, guerre de Sécession
Batailles
Campagne contre les Sioux en Dakota du Nord :
- Big Mound
- Dead Buffalo Lake
- Stony Lake
- Whitestone Hill

La bataille de Whitestone Hill est le point culminant des opérations contre les Sioux de 1863 dans le territoire du Dakota. Le brigadier général Alfred Sully attaque un village du 3 au 5 septembre 1863. Les Amérindiens dans le village comprennent des Sioux Yanktonais, Santees et Tetons. Sully tue, blesse ou capture 300 à 400 Sioux, dont des femmes et des enfants, au prix de 60 pertes. Sully poursuivra le conflit lors d'une autre campagne en 1864, l'expédition de Sully contre les Sioux dans le territoire du Dakota.

## Contexte

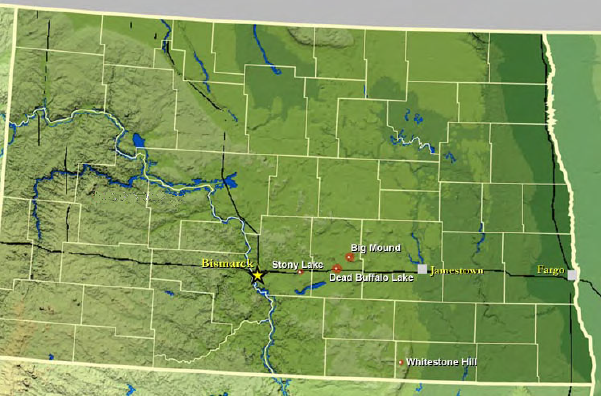
Carte des opérations contre les Sioux dans le Dakota du Nord.

La défaite des Sioux Santees, aussi appelés Dakotas orientaux, lors de la guerre des Sioux de 1862 a causé la fuite d'environ 4 000 Santees, craignant des représailles, du Minnesota vers le territoire du Dakota où ils s'unissent avec d'autres groupes de Sioux Yanktonai, Yankton et Lakota ou Teton. Les guerriers sioux continuent de mener de petits raids sur des cibles civiles et militaires au Minnesota.
À la mi-1863, l'armée des États-Unis sous le commandement du général John Pope au Minnesota monte deux grandes expéditions contre les Sioux dans l'Est du territoire du Dakota. Les objectifs des expéditions sont d'empêcher la reprise de la guerre de 1862, de promouvoir l'installation de colonies blanches dans l'Est des Dakotas et de protéger l'accès aux mines d'or du Montana par la rivière Missouri. Le brigadier général Henry Hastings Sibley commande l'un des deux volets de l'opération. Il mène 2 000 soldats par terre du Minnesota jusqu'à la rivière Missouri, livrant trois batailles en juillet contre les Sioux à Big Mound, Dead Buffalo Lake, et Stony Lake. Bien qu'il n'inflige pas de lourdes pertes, les hommes de Sibley repoussent les Sioux sur la rive ouest de la rivière Missouri et détruisent beaucoup de biens leur appartenant dont les provisions pour l'hiver comme le jerky et beaucoup de leur tipis.
Le second volet de l'opération est dirigé par le brigadier général Sully qui est censé remonter la rivière Missouri avec 1 200 hommes, faire la jonction avec Sibley, et écraser les Sioux entre les deux forces. En raison des eaux basses, Sully est retardé dans sa remontée du Missouri en bateau à vapeur. Quand Sully arrive aux environs de ce qui est de nos jours Bismarck dans le Dakota du Nord à la mi-août, Sibley est déjà reparti vers le Minnesota. Les 1 200 hommes de Sully comprennent le 6th Iowa Cavalry, commandé par le colonel Robert Furnas, plus huit obusiers, des éclaireurs et un train de ravitaillement. Les hommes de Sully sont armés avec des fusils à longue portée, plutôt que les carabines de cavalerie habituelles, ce qui leur donne un avantage décisif sur les Sioux, la plupart armés de mousquets, fusils de chasse, et d'arc et de flèches.
Pendant ce temps, quelques Sioux que Sibley avait chassé vers l'ouest derrière la rivière Missouri, sont revenus vers l'est de la rivière pour reconstituer leur provision d'hiver de viande de bison. Sully recherche les Amérindiens vers le sud-est. Le 3 septembre 1863, Sully trouve les restes d'un bison récemment abattu près d'un lac et ce même après-midi, son éclaireur, Frank LaFramboise, un métis Santee, signale la présence d'un village de 400 tipis situé à quinze kilomètres de là. LaFramboise est capturé brièvement par un groupe de guerriers sioux, mais est relâché, peut-être un signe que les Sioux ne recherchent pas l'affrontement. Sully ordonne à sa force avancée, un bataillon du Sixth Iowa, de 300 hommes, sous les ordres du commandant A. E. House d'encercler le campement et d'empêcher les Amérindiens de partir. Il laisse quatre compagnies pour garder son train de ravitaillement et avance alors avec sa force principale au galop, parcourant les quinze kilomètres en une heure.
Pendant que le commandant House et son bataillon du Sixth Iowa observent le camp amérindien et attendent la venue de Sibley avec d'autres soldats, une délégation de Sioux avance avec un drapeau blanc, se déclare être en paix et seulement intéressé par la chasse, et offre la reddition de plusieurs de leurs chefs. House, manquant d'instructions, demande que le camp entier se rende sans condition. Il suspecte que les Amérindiens essaient de gagner du temps pour permettre aux femmes de lever le camp et de s'échapper. House cherche aussi à gagner du temps jusqu'à l'arrivée des renforts.
Les Yanktonais, comprenant le groupe des Cuthead, sont probablement le peuple sioux le plus nombreux dans le campement qui contient aussi des Santees, Hunkpapas (comprenant possiblement le chef montant appelé Sitting Bull), et Sioux Sihasapas ou Blackfoot. Sully pense que le nombre de guerriers dans le campement est d'environ 1 500. Cela semble exagéré. Quatre cents tentes avec cinq à dix personnes par tente représenterait 2 000 à 4 000 personnes, dont 500 à 1 000 hommes adultes, quelques femmes, enfants et personnes âgées ayant été laissés derrière en sécurité à l'ouest de la rivière Missouri. Les Sioux déclarent qu'ils avaient 950 hommes dans la bataille,.

## Bataille
Sully arrive vers 18 heures sur une crête surplombant le camp amérindien grand et bien dispersé. Il estime qu'il n'y a que 660 à 700 de ses hommes présents. Il voit les Sioux replier leurs tipis et partir, et conclut que les Amérindiens sont plus enclins à fuir qu'à combattre. L'objectif de Sully est de « rassembler » les Amérindiens et il déploie ses forces pour couper leur route de fuite et pour avancer sur le village. Il envoie le colonel Wilson et le 6th Iowa sur son flanc droit et le colonel Funas et le 2nd Nebraska sur sa gauche pour occuper plusieurs ravins qui offrent une opportunité de se camoufler aux Sioux et de s'échapper. Couvert sur les deux flancs, Sully avec trois compagnies et l'artillerie entre dans le campement sans opposition sérieuse. Deux chefs, Little Head et Big Head, et environ 150 de leurs partisans se rendent. En raison de la nature du combat, à courte distance et chaotique, Sully est incapable d'utiliser son artillerie.
Beaucoup de Sioux sont pris entre le 6th Iowa et le 2nd Nebraska, avec les soldats de l'Iowa avançant à pied et poussant les Sioux dans les bras des hommes du Nebraska qui échangent des tirs avec les Sioux à une distance de seulement soixante mètres. Avec l'obscurité tombante, néanmoins, le colonel Wilson du 6th Iowa ordonne une charge montée mal avisée, avec un bataillon. Cependant, dans sa hâte il ne parvient pas à donner l'ordre à certains de ses hommes de charger leurs armes et le tir fourni des Sioux fait renâcler les chevaux de la cavalerie et la charge échoue. Le bataillon recule et prend une position défensive à pieds.
Sur la gauche, le colonel Furnas retire aussi les hommes du Nebraska vers une position défensive, craignant des tirs fratricides et perdant le contrôle de ses soldats avec l'obscurité qui s'intensifie. Les soldats passent une nuit éprouvante, « les Indiens pillant le champ de bataille et scalpant les soldats morts ; les squaws criant et gémissant » et un soldat blessé appelant pour être secouru mais les soldats pensent qu'il s'agit d'une ruse pour les faire sortir de leurs défenses. Ils le trouve le lendemain matin, encore en vie mais à l'agonie à la suite des lacérations infligées par les Amérindiens. Les Sioux se sont échappés dans l'obscurité.
Le lendemain matin, il n'y a plus d'Amérindiens dans le camp sauf les morts et quelques femmes et enfants perdus. Sully envoie des patrouilles pour localiser les Sioux qui fuient mais elles ne trouvent que peu d'Amérindiens. Sully ordonne que l'on brûle les affaires abandonnées par les Amérindiens dans le camp. Cela comprend 300 tipis et 400 000 à 500 000 livres de viande séchée de bison, les provisions hivernales des Amérindiens et le produit de 1 000 bisons abattus. Le 5 septembre 1863, les soldats de Sully ont un autre combat avec les Sioux. Une patrouille de 27 soldats commandés par le lieutenant Charles W. Hall rencontre 300 Sioux, selon les estimations, à environ vingt-cinq kilomètres de Whitestone Hill. Les Amérindiens pourchassent les soldats jusqu'au camp de Sibley, tuant six soldats et en blessant un.
Les pertes de Sully sont approximativement de 22 tués et 38 blessés. Quelques-unes provenant de tirs fratricides. Il n'y a pas d'estimation fiable des Sioux tués et blessés, avec un ordre de grandeur estimé entre 100 et 300, dont des femmes et des enfants. Les Sioux capturés se montent à 156 dont 32 hommes adultes. Les sources amérindiennes appellent Whitestone Hill un « massacre » avec Sully attaquant un « camp paisible » et tuant un grand nombre de femmes et d'enfants. Un des interprètes de Sully, Samuel J. Brown, un métis sioux, dit que « c'était un massacre parfait » et qu'il était « déplorable d'entendre comment ces femmes et ces enfants ont été massacrés ». Le point de vue contraire est que Sully a eu « une longue attention démontrée pour les Indiens et a gardé son honneur et son intégrité sans tache ». Les pertes substantielles des soldats démontrent, selon l'opinion de quelques historiens, que Whitestone Hill est une bataille et non un massacre.

## Conséquences
En raison de l'état de ses chevaux et ses mules et de son manque de ravitaillement, Sully est incapable de poursuivre les Sioux. Il quitte Whitestone Hill le 6 septembre 1863 et marche avec ses hommes vers Fort Pierre, de nos jours dans le Dakota du Sud. À proximité, il construit un autre fort, appelé Fort Sully, où quelques-uns de ses homes passent l'hiver. Cela aboutira à une nouvelle opération contre les Sioux en 1864 et à la bataille de Killdeer Mountain. Alors que l'expédition de Sully appauvrit quelques Sioux, elle n'atteint pas son objectif de supprimer la menace amérindienne dans l'est des Dakotas.
Environ 600 Sioux, pour la plupart des Santees, trouvent refuge au Canada après la bataille. Ils sont suivis par 3 000 de plus en 1864. Le Minnesota expulse tous les Sioux, même ceux qui n'ont pas participé à la guerre des Sioux de 1862 et, expulse aussi les Winnebagos amicaux. L'État confisque et vend toutes les terres sioux dans l'État. Rapidement, seuls 25 Santees, amis loyaux des blancs, sont autorisés à vivre dans l'État.

## Unités fédérales impliquées
- District du Dakota (en) : Brigadier général Alfred Sully
  - 6th Iowa Cavalry (en) : Colonel David S. Wilson
  - 2nd Nebraska Cavalry (en) : Colonel Robert W. Furnas

## Site historique de Whitestone Hill
La société historique de l'État du Dakota du Nord (en) protège une partie du champ de bataille en tant que site historique de Whitestone Hill. Le site comprend un petit musée sur la bataille, deux monuments, un honorant l'indien mort et le second commémorant les soldats qui sont morts lors de la bataille, et une zone de pique-nique. Le site est ouvert selon les saisons.